# Skomlin
Skomlin is een dorp in het Poolse woiwodschap Łódź, in het district Wieluński. De plaats maakt deel uit van de gemeente Skomlin en telt 1 656 inwoners.